# Chapelle Saint-Clair de Verdun
Pour les articles homonymes, voir Chapelle Saint-Clair.
La chapelle Saint-Clair est une chapelle située sur la commune de Quins, dans le département de l'Aveyron, en France.

## Description

### Chapelle
La chapelle de Verdun est inscrite sur l'inventaire supplémentaire des Monuments historiques depuis 1999. Édifié à la fin du Xe siècle c'est l'un des édifices religieux les plus anciens du Rouergue.
Elle est bâtie en moellons de schiste, disposés en assises horizontales. C'est un bâtiment de taille modeste. Sa longueur est de 13,50 mètres. Sa largeur est de 4,90 mètres au chevet et 4,60 mètres sur la façade.  Elle n'est donc pas parfaitement rectangulaire.
Sur la façade, tournée vers l'ouest, le portail est protégé par un auvent et il est surmonté d'un oculus. Elle est dominée par un clocheton à arcade unique. Le mur septentrional, qui surplombe le rocher, est soutenu par deux contreforts. Sur le mur méridional, ils sont englobés dans un contrefort plus important, rajouté plus tard et percé d'une porte qui permet d'accéder au chœur. Le chevet plat est percé de trois petites fenêtres étroites, dont la disposition est inhabituelle. Généralement elles sont alignées sur un même plan, ou bien l'une est placée au-dessus des deux autres. Ce qui est étonnant à Verdun, c'est que la disposition est inversée : deux sont placées en haut et une seule au-dessous.
La nef a des murs presque aveugles (une seule petite ouverture étroite de chaque côté) qui portent une charpente de bois, couverte de lauzes. Un arc triomphal la sépare du chœur. Il repose sur les corniches de deux pilastres.
Le chœur préroman est recouvert d'une voûte en berceau maçonnée.  On peut voir une grande niche dans chacun de ses murs latéraux. Deux autres ont disparu : l'une a été remplacée par la porte, l'autre a reçu le tabernacle. Le chevet est décoré de peintures,,,.  

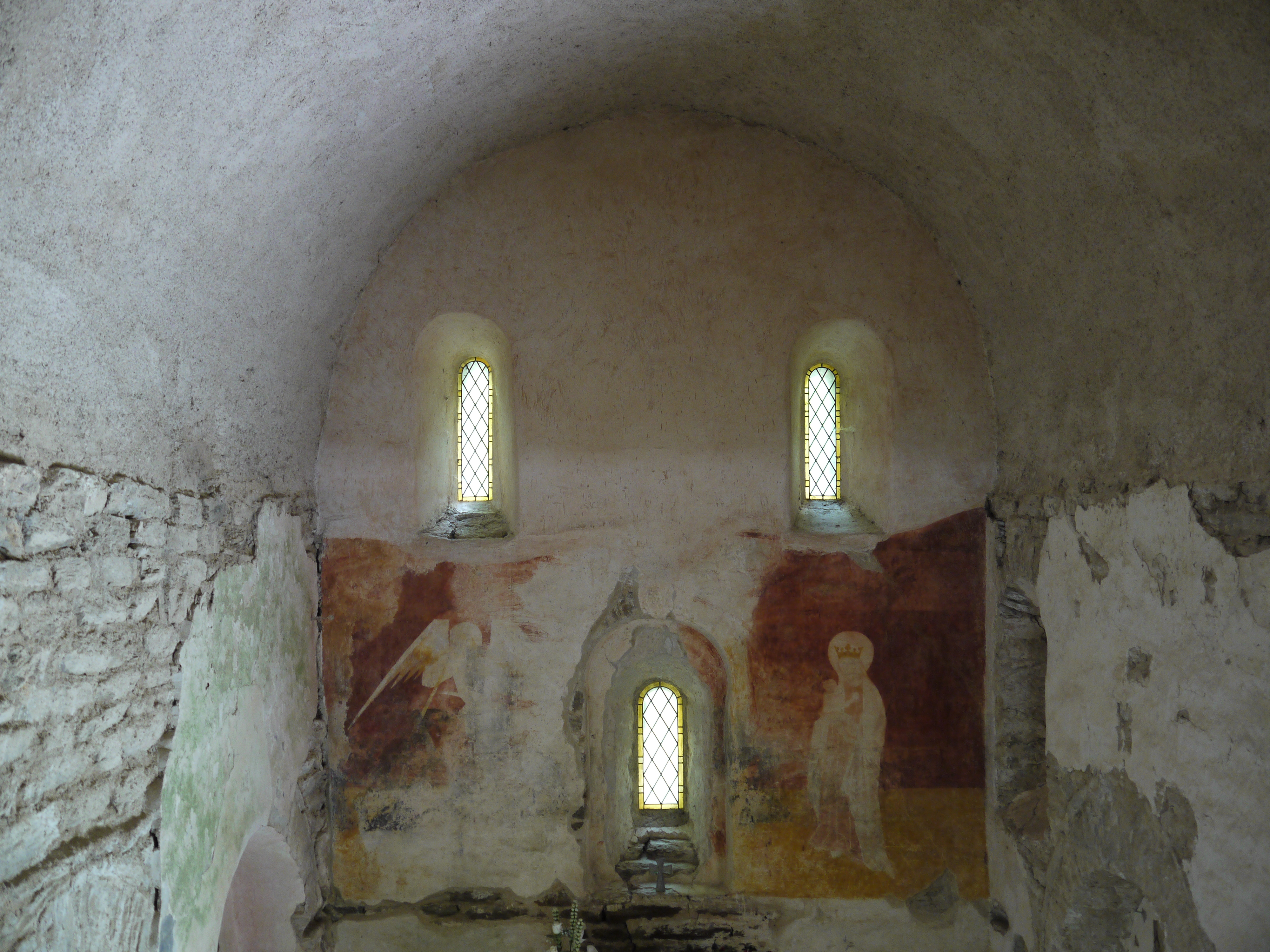
Peintures à la détrempe du XVe siècle. Vierge à l'enfant et saint Michel terrassant le dragon.

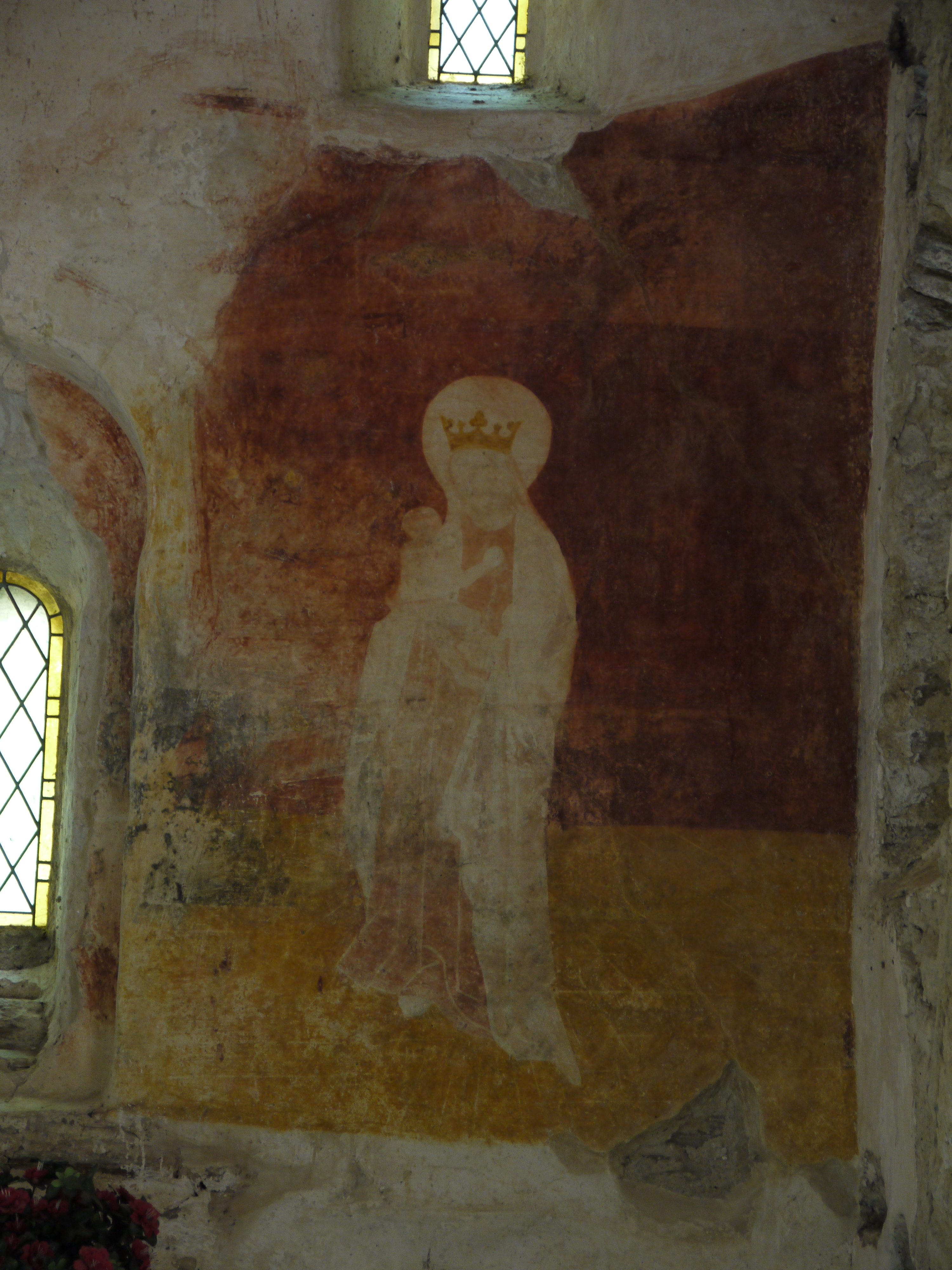
Vierge du XVe siècle peinte dans le style gothique international, qu'il est étonnant de trouver dans une petite chapelle rurale.

### Peintures murales
De l'œuvre peinte, qui a dû recouvrir tout le chœur, il ne reste que deux personnages : la Vierge à l'enfant et saint Michel. Elle présente les caractères de l'art gothique international du XVe siècle. La peinture murale représentant la Vierge est inscrite sur la liste des objets classés des Monuments historiques depuis 1976.
La Vierge est vêtue d'une tunique brune et d'une longue cape blanche. Une couronne est posée sur sa tête, entourée d'une auréole. Elle présente le déhanchement typique des vierges gothiques. L'enfant Jésus, qu'elle porte sur son bras droit, pose une main sur la joue de sa mère et l'autre sur sa poitrine, dans un geste très réaliste. Sur le sol ocre, on distingue un quadrillage qui donne une impression de profondeur, renforcée par un fond rouge qui commence à mi-hauteur du personnage. 
L'archange saint Michel déploie ses ailes et, de sa lance, terrasse le dragon que l'on devine, malgré l'état dégradé de la peinture.
Ces peintures à la détrempe n'ont rien à voir avec une imagerie populaire naïve, comme on pourrait s'attendre à en trouver dans une chapelle rurale, perdue au fond d'une vallée rouergate. Elles représentent une œuvre, exécutée avec finesse, dans le style gothique international, par un artiste de grande qualité. La tentative de donner une impression de profondeur, qui est un phénomène nouveau à l'époque, en témoigne.
On remarque, sur les murs, les traces d'une large bande noire : c'est une litre funéraire, peinte au moment des obsèques du seigneur ayant droit de patronage sur l'édifice,,,.

## Historique
Le site de Verdun
Le site de Verdun, sur lequel est construite la chapelle dédiée à saint Clair [Lequel ?], se situe en Rouergue, dans le Ségala aveyronnais. Il semble être occupé par l'homme depuis très longtemps. En effet, « Verdun » est un nom d'origine celtique désignant une hauteur fortifiée. Peut-être des guerriers gaulois, ont-ils édifié, il y a plus de deux mille ans, une enceinte sur ce promontoire rocheux, pour assurer leur sécurité. Il est taillé dans le versant d'une vallée, au confluent du ruisseau de Vayre et de l'un de ses affluents. En creusant un fossé et en élevant un mur sur le seul côté qui reste sans défenses naturelles, on peut facilement en interdire l'accès. 
Mais cette occupation gauloise n'est qu'une hypothèse : aucun vestige archéologique n'a été, jusqu'à présent, trouvé sur le rocher de Verdun. La plus ancienne trace d'une occupation humaine ne remonte pas à une époque aussi lointaine : il s'agit de la chapelle Saint-Clair, dont la construction est située, à la fin du Xe siècle, juste avant l'an mille. À moins que les gravures rupestres découvertes en 1993, au pied du rocher ne soient plus anciennes. Mais rien ne permet, pour l'instant, de l'affirmer.
Au Moyen Âge, Verdun est le siège d'une seigneurie et un château s'élève sur le rocher . Il en reste, aujourd'hui, des vestiges sur le terrain : la chapelle, une tour et des murailles qui doivent correspondre à l'enceinte fortifiée.
On en trouve aussi des traces dans les archives.
En 1160, le seigneur de Verdun participe à la fondation de la grange de la Serre, près de Villelongue, par les moines de Bonneval (venus du nord du Rouergue). Et en 1217, la Mothe, située sur les terres de Verdun, est citée comme étant la limite nord des terrains de pacage de cette grange monastique.
En 1265, Brenguier, seigneur de Malemort (Villelongue) et Barthélémy, seigneur de Castelmary rendent hommage au comte de Rodez pour le château de Verdun, dont ils sont les co-seigneurs. À la fin du XIIIe siècle, il est entièrement dans les mains de la famille de Castelmary, puis celle des Vernhe, seigneurs de Castelmary dans la deuxième moitié du XIVe siècle.
Le début du XVe siècle voit la construction (ou la réparation) de la tour de défense. C'est de cette époque que date l'embellissement de la chapelle, avec la réalisation des peintures dans le chœur.
En 1452, les Saunhac de Belcastel, deviennent seigneurs de Verdun. Ils laissent le château à l'abandon. Ils ne sont intéressés que par les revenus des terres et ceux de l'auberge de la Mothe, située sur la route « le chemin grand » de Rodez à Toulouse.
Au XVIe siècle, les reliques de saint Clair donnent lieu à un procès entre les habitants de Verdun et un ancien curé de Quins. Ils l'accusent de les avoir emportées quand il est parti.
En 1639, la seigneurie de Verdun passe aux mains des Salviac de Vielcastel qui résident dans le Quercy. Le château est en ruines, mais la chapelle est entretenue pour accueillir les pèlerins qui viennent prier saint Clair.
À la Révolution, Verdun devient une commune. Mais pour peu de temps : en 1800 elle est unie à celle de Jalenques pour donner naissance à l'actuelle commune de Quins.
Le pèlerinage se poursuit jusqu'au début des années 1950. La chapelle, entretenue jusqu'à ce moment-là, est abandonnée et tombe en ruines. Mais en 1975, des peintures murales, cachées par un enduit, sont découvertes dans le chœur et l'association Saint Clair de Verdun commence la restauration du site,,.
La restauration de la chapelle
- 1975 : découverte des peintures murales dans la chapelle. Création de l'association Saint-Clair de Verdun pour la sauvegarde des peintures et de la chapelle.
- 1976 : début des travaux de restauration de la chapelle. Inscription de la peinture murale représentant la Vierge sur la liste des objets classés des monuments historiques.
- 1978 : ouverture du site au public.
- 1979 : inauguration officielle de la chapelle restaurée.
- 1999 : la chapelle est inscrite en totalité sur l'inventaire supplémentaire des monuments historiques[4].